# Moucherotte
Der Moucherotte ist ein 1901 m hoher Berg im französischen Département Isère. Er liegt am nordöstlichen Ende des französischen Voralpengebirges Vercors. Der Berg besitzt ausgedehnte, nach Westen geneigte Karstplateaus und steile Felswände im Osten. Sein langgezogener Kamm reicht vom Pic Saint Michel im Süden und endet in den Felsen der Trois Pucelles (Deutsch: Die drei Jungfrauen) im Norden. Er trennt die Hochebene des Vercors von der tief gelegenen Ebene von Grenoble, dessen Großraum er überragt. Der obere Teil des Hausbergs von Grenoble besteht aus urgonischem Kalkstein, unter dessen steilen Felswänden sich nach dem Abschmelzen der Gletscher der Würm-Eiszeit große Erdrutsche ereigneten. Auf seinem Gipfel stand von 1959 bis 1975 ein Hotel, das einst ein Treffpunkt des Jetsets war.

## Geographie

Französische Voralpen-Gebirgszüge

Der Moucherotte gehört zum voralpinen Gebirgszug Vercors und ist dessen nordöstlichster Gipfel. Er liegt in der Region Auvergne-Rhône-Alpes und dort im Département Isère. An seinem Gipfel treffen sich die Gemeindegrenzen von Saint-Nizier-du-Moucherotte, Seyssins und Claix. Westlich des Berges liegt das Tal des Flüsschens Furon mit dem Ort Lans-en-Vercors und östlich fließt der Drac mit Grenoble sowie den Orten Claix und Seyssin. Der Moucherotte bildet den nördlichen Abschluss des etwa 60 km langen Grats, der das Vercors östlich abschließt und von Sassenage im Norden bis Châtillon-en-Diois im Süden reicht. Direkt südlich des Gipfels des Moucherotte beginnt dieser Grat mit der Grande Roche Saint-Michel und ihrer bis 450 m hohen Ostwand, der sich dann über den Grand Cheval (1827 m) und den Pic Saint-Michel (1966 m) bis zum Col de l’Arc (1736 m) zieht. Nördlich des Moucherotte fällt der Grat zu den Felsen der Trois Pucelles ab, einer Reihe von vier vertikalen, bis 180 m hohen Felsplatten, die in einer Nord-Nordost/Süd-Südwest-Richtung ausgerichtet sind und die Namen Couteau, Dent Gérard, Grande Pucelle und Pucelle de St. Nizier tragen.

## Geologie
Die Gesteinsformation des Moucherottes bildet eine kantige Faltung, die nur der westlichen Flanke einer Antiklinale entspricht, die ursprünglich eine fast horizontale Wölbung hatte. Die heutige Anordnung dieser Faltung entstand dadurch, dass sie mit der gesamten westlichen Abdeckung des kristallinen Belledonnemassivs bei dessen Hebung (Ursache für die Bildung der großen meso-subalpinen Synklinale) nach Westen gekippt wurde.
Der gesamte Kamm des Moucherotte besteht in seinem oberen Teil aus urgonischem Kalkstein. Im Osten liegt er über Kalkgesteinschichten des Hauterivium und denen von Fontanil sowie einer Schicht aus mehreren aufeinanderfolgenden dünnen Mergel-Kalkstein-Lagen des Berriasiums. Der Westhang besteht aus Kalkstein der Oberkreide, der teilweise von Molasse und Konglomeraten aus dem Miozän bedeckt ist. Der Osthang weist mehrere alte Erdrutsche auf, die wahrscheinlich auf den Rückzug des Gletschers zurückzuführen sind, der das Tal während der Würm-Eiszeit bedeckt hatte und die Talwände stabilisierte.

## Fauna und Flora
Der Moucherotte liegt im Regionalen Naturpark Vercors. Weite Gebiete des Moucherotte liegen darüber hinaus in einem „Naturschutzgebiet von ökologischem, faunistischem und floristischem Interesse“ (Zone naturelle d’intérêt écologique, faunistique et floristique, ZNIEFF) des Typus I. Der Moucherotte bildet einen „Schutzwall“ zwischen dem Inneren des Vercors und der Ebene von Grenoble. Er stellt eine typische Landschaftseinheit des Vercors dar und besteht auf seiner Westseite aus großen, geneigten Karstplateaus und bildet mit seinen auf der Ostseite liegenden schroffen Felswänden den östlichen Rand des Vercors. Die weitläufige Naturlandschaft ist trotz einiger Erschließungen weitgehend gut erhalten und beherbergt ein reiches und vielfältiges Naturerbe. An den Flanken des Berges stehen ausgedehnte Bergwälder aus Fichten und Bergkiefern und auf den Hochflächen liegen weitläufige subalpine Rasen- und Heideflächen. Weiter gibt es zahlreiche Felsbiotope.
Die Landschaft bietet günstige Lebensbedingungen für das Birkhuhn (Tetrao tetrix), das Alpenschneehuhn (Lagopus muta) und die Gämse (Rupicapra rupicapra). Besonders hervorzuheben sind auch Populationen des Steinadlers (Aquila chrysaetos) und des Mauerläufers (Tichodroma muraria).
Der Moucherotte ist die Heimat vieler geschützter Pflanzen wie Hainsalat (Aposeris foetida), Felsen-Hasenohr (Bupleurum petraeum), Schmalblättrige Spornblume (Centranthus angustifolius), Gelber Frauenschuh (Cypripedium calceolus), Berg-Blasenfarn (Cystopteris montana), Breitblättriges Pfaffenhütchen (Euonymus latifolius), das Labkraut (Galium pseudohelveticum), Wohlriechende Händelwurz (Gymnadenia odoratissima), Haarblättrige Miere (Minuartia capillacea (All.) Graebn.), Spitzels Knabenkraut (Orchis spitzelii), Gelappter Schildfarn (Polystichum aculeatum),  Aurikel (Primula auricula), Herbst-Drehwurz (Spiranthes spiralis) und Echtes Federgras (Stipa pennata).

## Seilbahn und Hotel

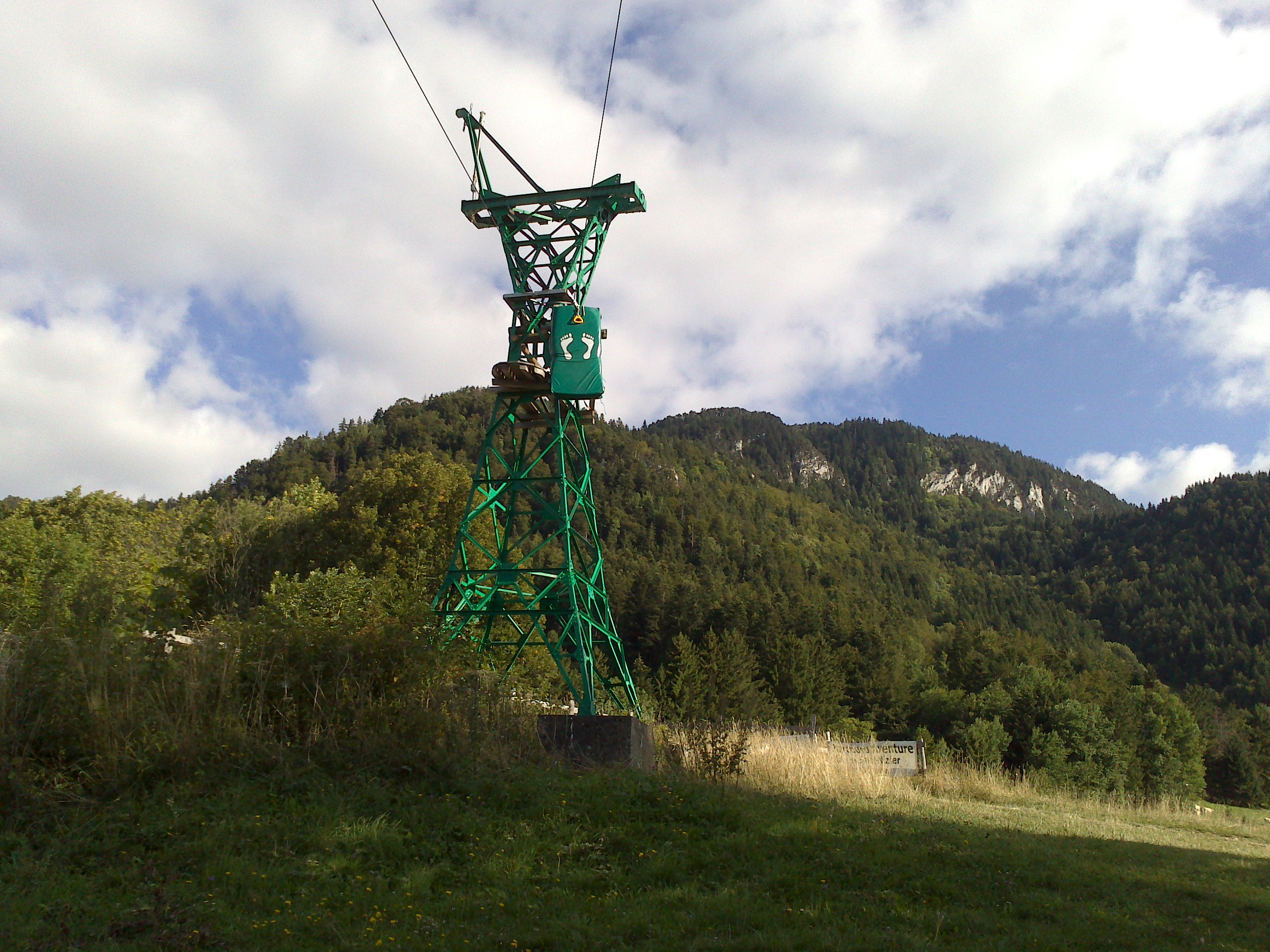
Letzte Stütze der Seilbahn zum Moucherotte

Jean Zucchetta, ein Notar aus Aix-en-Provence, verwirklichte 1959 seinen Traum – die Eröffnung eines Luxushotels auf dem Moucherotte mit Seilbahnanschluss. Von der Welt abgeschieden lag das Hotel Ermitage in einer Höhe von 1901 m direkt an der Kante des Grats mit Blick über das Alpenpanorama. Ein ähnlich gelegenes Hotel mit Seilbahn wurde schon 1934 bei Annecy auf dem Mont Veyrier (1291 m) gebaut.
Der Anlagenbauer Applevage begann mit der Errichtung einer der ersten Seilbahnen Frankreichs, die von POMA gebaut wurde. Die Seilbahn wurde am 3. März 1956 eingeweiht. Die Talstation lag in Saint-Nizier-du-Moucherotte und die Bergstation lag fast am Gipfel des Moucherotte, kurz unterhalb des Standorts des zukünftigen Hotels. Über eine Länge von 2,5 km und 20 Masten fuhren 28 Aluminiumkabinen. Der Aufstieg dauerte 13 Minuten und überbrückte eine Höhendifferenz von 700 m.
Das gesamte Material für den Bau des Hotels und seiner Nebengebäude wurde mit der Seilbahn zum Gipfel des Moucherottes gebracht. Die komplexen Arbeiten dauerten zwei Jahre und das Gebäude wurde Weihnachten 1959 eröffnet. Die 28 luxuriösen Zimmer, darunter zwei Suiten, waren mit Telefon, Radio, Teppichboden und eigenem Bad ausgestattet. Jean Zucchetta lud zur Eröffnung mehrere Stars wie Brigitte Bardot ein, um für sein Hotel zu werben. Das luxuriöse Hotel, seine relative Abgeschiedenheit und der Panoramablick auf Grenoble, Belledonne, Les Écrins bis zum Mont-Blanc zogen die größten damaligen Stars an, darunter Dalida, Luis Mariano und Charles Aznavour. Vor allem Brigitte Bardot trug zur Legende des Hotels bei. 1961 drehte hier Roger Vadim mit ihr sowie Claude Brasseur, Mireille Darc und anderen Schauspielern den Film In Freiheit dressiert. Weiter zählten der damalige Jetset sowie viele wohlhabende Menschen, die saubere Luft und Ruhe suchten, zu den Gästen des Hotels.
Trotz der Attraktivität des Ortes musste das Hotel 1975 schließen. Zwei Hauptgründe werden hierfür angeführt:
- Einerseits entwickelte sich in den 1970er Jahren der Tourismus in den Bergen Frankreichs von einem Luxustourismus hin zum Massentourismus. Sportliche Leistung und Körperkult sowie die Freude an der Entdeckung der Natur, die nicht mehr „verschandelt“ sein sollte, wie sie es in den 1960er Jahren noch häufig war, standen im Vordergrund des touristischen Interesses.[6] Auch die Skipiste genügte nicht mehr den modernen Anforderungen.[8]
- Andererseits erlaubte die Seilbahn keinen Betrieb bei Windgeschwindigkeiten über 60 km/h. Da das Hotel am Gipfel des Moucherotte sehr windexponiert lag, kam es immer wieder vor, dass Hotelgäste die Talfahrt nicht antreten konnten und im Hotel „festsaßen“.[7]

Nach der Schließung des Hotels 1975 stand die Ruine, die durch Vandalismus immer weiter beschädigt wurde, noch bis 2001 auf dem Gipfel des Moucherottes, bis sie schließlich abgerissen wurde.

## Regenradar
Météo-France verfügt in Frankreich über ein Radarnetz für die Echtzeitmessung von Niederschlägen (Niederschlagsradar). Historisch wurden die Radarstationen im Flachland eingesetzt und für die dortige Anwendung optimiert. Die Radargeneration im X-Band mit doppelter Polarisation und Dopplermodus ermöglicht eine bessere Regenbeobachtung in Bergregionen. Die Suche nach einem Standort für das Radar im Département Isère wurde 2012 eingeleitet und umfasste eine umfangreiche Prospektionskampagne in den Bergmassiven rund um den Großraum Grenoble. Am Ende dieser Erkundung wurde der Standort Moucherotte als der meistversprechende Standort ausgewählt, was die Leistungsfähigkeit der Beobachtung, die Machbarkeit des Projekts und die dort vorhandene Infrastruktur betrifft. Das Regenradar wurde dann von Juni bis Oktober 2014 errichtet.

## Tourismus

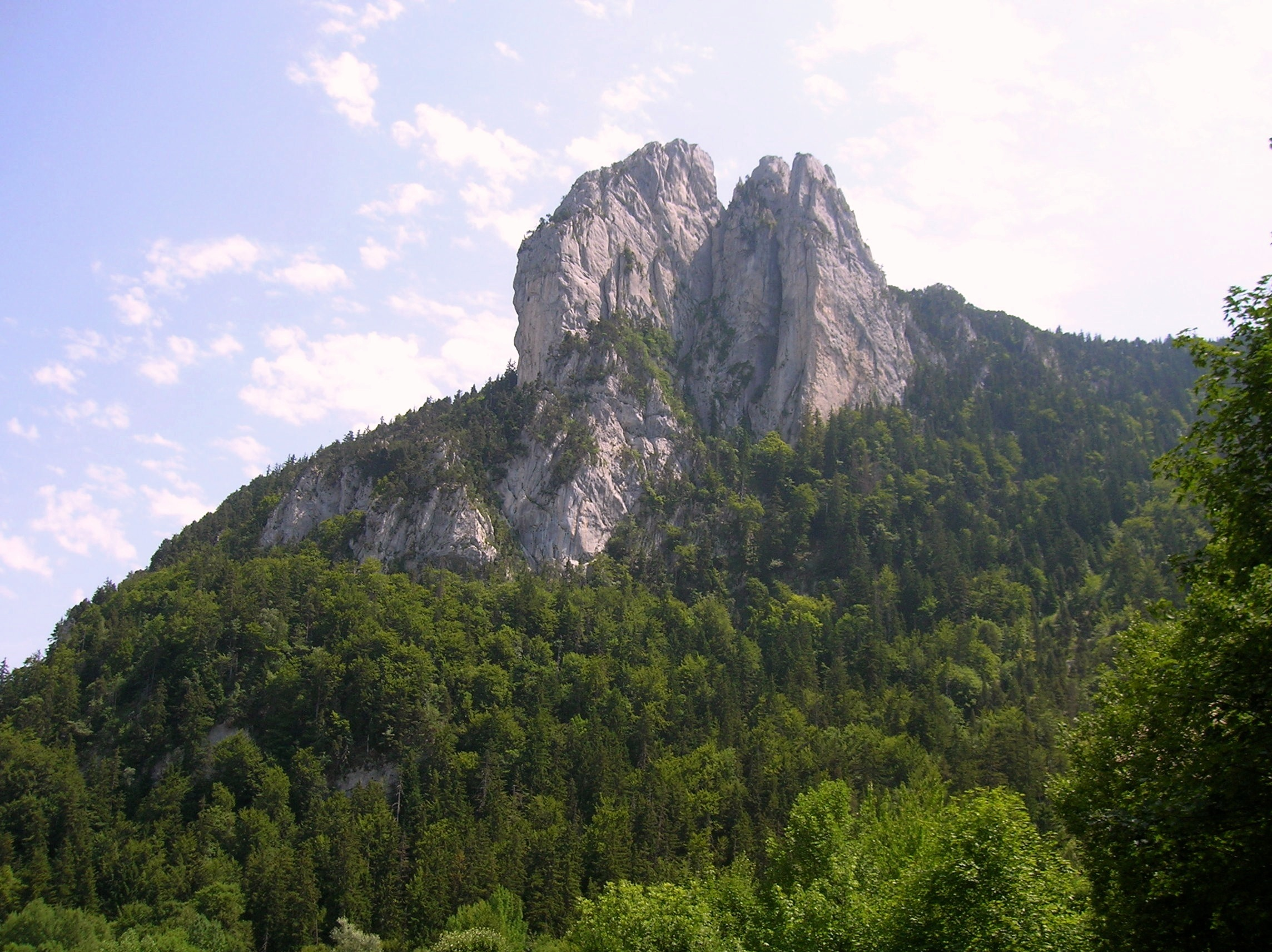
Blick vom unteren Parkplatz der Skisprungschanze auf die Trois Pucelles

Mehrere Wanderwege führen zum Gipfel des Moucherotte. Der Hauptausgangsort für diese Wanderungen ist Saint-Nizier-du-Moucherotte, wobei am oberen oder unteren Parkplatz der alten olympischen Dauphiné-Skisprungschanze geparkt werden kann (4 km und 740 bzw. 780 Höhenmeter). Ein einfacherer Weg führt vom Parkplatz des Skigebiets Lans-en-Vercors zum Gipfel des Moucherotte (12,3 km und 530 Höhenmeter). Etwas sportlicher ist der Aufstieg von Osten. Ausgehend von der romanischen Kapelle von Cossey, einem Weiler bei Claix, das wiederum ein südwestlich liegender Vorort von Grenoble ist, müssen etwa 1400 Höhenmeter auf zum Teil luftigen Pfaden überwunden werden, die absolute Trittsicherheit verlangen. Unterhalb des Gipfels, auf der Westseite des Bergs, liegt eine kleine unbewirtschaftete Schutzhütte für Wanderer auf dem Weitwanderweg GR91.
Für Kletterer interessant sind die Wände der Trois Pucelles. Die erste Überquerung der Felsplatten erfolgte 1889 durch Casimir Guirimand. Große Namen wie René Desmaison oder Yves Remy finden sich unter den Erstbegehern einiger „klassischer“ Routen. Inzwischen gibt es weit über 100 Routen in allen Schwierigkeitsgraden und mit jeder nur erdenklichen Ausstattung (von nichts über alte Schlaghaken bis moderne, mit Bohrhaken gesicherte Routen). Weiter gibt es noch einen kleinen Klettergarten hinter dem oberen Parkplatz der Sprungschanze mit etwa 15 leichteren Routen.
Der Moucherotte ist ein bekannter Startberg für Gleitschirmflieger.